# Hynobius arisanensis
La salamandra oriental de Arisan (Hynobius arisanensis) es una especie de anfibio caudado de la familia Hynobiidae. Es endémica del Taiwán. Su hábitat natural son los bosques templados y los ríos y marismas. Está considerada en peligro de extinción por la pérdida de hábitat.